# Юрич, Иван
И́ван Ю́рич (хорв. Ivan Jurić; 25 августа 1975, Сплит) — хорватский футболист и футбольный тренер. Выступал на позиции полузащитника.

## Карьера
Получал футбольное образование в «Хайдуке». В основном составе клуба из Сплита провёл три года. После этого переходит в испанскую «Севилью». Выступал за эту команду три сезона. Далее был шесть месяцев в «Альбасете». После этого перебирается в Италию.
Сначала провёл пять лет в «Кротоне», где сыграл более 150 матчей. С 2006 по 2010 год выступал за «Дженоа», где являлся капитаном команды.
18 июля 2011 года Юрич получил лицензию профессионального тренера 2-й категории, которая даёт право работать главным тренером клубов Лиги Про (бывш. Серия С) и ниже, быть вторым тренером клубов Серий А и В либо возглавлять молодёжные составы клубов, принимающих участие в чемпионате Италии среди молодёжных команд (Campionato Nazionale Primavera). Вместе с Иваном обладателями аналогичной лицензии стали Роберто Баджо, Эмильяно Биджика, Уильям Виали, Серджо Вольпи, Леонардо Колуччи, Франческо Коцца, Фабио Моро, Паоло Негро, Луис Оливейра, Луиджи Пьянджерелли, Серджо Поррини, Себастьяно Сивилья, Андреа Соттил, Андреа Тароцци и другие бывшие игроки.
10 апреля 2017, после отставки Андреа Мандорлини, Иван Юрич снова был назначен на пост главного тренера «Дженоа», шедшего в Серии А на 16-м месте. 5 ноября 2017 года, через день после поражения в 12-м туре Серии A 2017/18 в генуэзском дерби от «Сампдории» (0:2), был уволен.
9 октября 2018 года в третий раз призван на пост главного тренера «Дженоа».
С 28 мая 2021 года по 30 июня 2024 года — главный тренер «Торино».
18 сентября 2024 года был назначен главным тренером «Ромы», однако был уволен 10 ноября из-за плохих результатов.
21 декабря 2024 года стал главным тренером английского «Саутгемптона».
6 июня 2025 года был объявлен новым главным тренером итальянского клуба «Аталанта».